# El sitio de Zaragoza
El sitio de Zaragoza és una fantasia de música programàtica sobre temes militars composta per Cristóbal Oudrid aproximadament l'any 1848. Originalment l'obra es va idear com a música escènica per a l'obra teatral El sitio de Zaragoza de 1808 de Juan Lombía.

## Història
Cap a l'any 1848 Cristóbal Oudrid va compondre El sitio de Zaragoza amb l'objectiu d'emprar-la com a música incidental per a l'obra teatral El sitio de Zaragoza de 1808 de Juan Lombía, un drama en tres actes escrit en vers. La música s'havia d'interpretar a tota l'obra i acabava amb una rondalla on es tocaria una jota aragonesa. Com que la peça es va fer molt popular entre el públic, Oudrid va crear una antologia amb ella i la resta de l'obra, una composició instrumental en forma de música programàtica, independent de l'obra de teatre.
Durant la segona meitat del s. XX l'obra va obtenir popularitat a causa de l'exaltació nacional d'herois dels llocs com Agustina d'Aragó. Era comú que les bandes militars i grups policials les interpretessin en recitals i avui dia es continua interpretant tant per bandes municipals i militars com per orquestres i grups en diverses versions que ofereixen diferents lectures de l'obra.

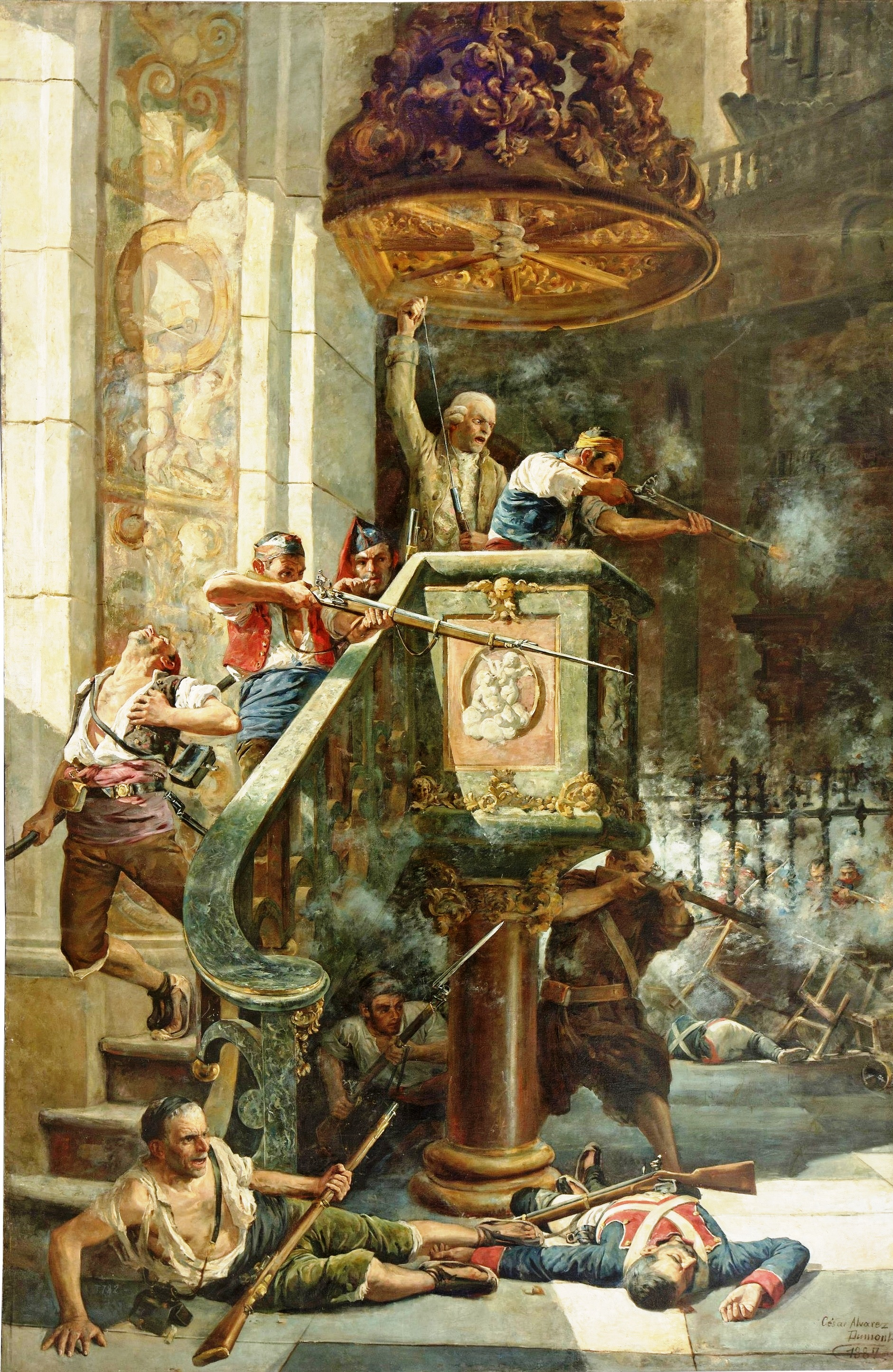
La defensa del púlpit de Sant Agustí, estampa típica dels llocs

## Elements propis de la música militar napoleònica
L'obra conté nombrosos fragments de marxes, tocs i altres composicions militars de l'època dels llocs, cosa que demostra el coneixement d'Oudrid respecte la música militar d'aquell moment. Entre elles ressalta la Chanson de l'Oignon, una marxa militar francesa pròpia dels granaders. No obstant això, en versions populars la marxa s'assembla a una jota per l'ús de castanyoles o altres elements típics d'aquestes composicions. Concretament, el motiu del cant de l'oignon apareix és un dels primers motius de l'obra i després d'un motiu més característic de la música tradicional aragonesa es repeteix amb més intensitat. En les interpretacions actuals, és comú trobar pifres, castanyoles, trompetes i altres instruments que ajuden a provocar l'efecte historicista i narratiu que l'autor buscava. A més, solen incloure's redoblaments de tambors o cops de timbal que s'assemblen a salves o trets de canó

## Similituds amb l'Obertura 1812
Es podria destacar la seva similitud ideològica amb la famosa Obertura 1812 de Txaikovski, tant pel període i la situació a la qual es refereix com per l'exaltació nacional romàntica enfront de l'imperialisme napoleònic. A més, com Oudrid, Txaikovski també es va inspirar en les marxes militars napoleòniques.

## Base melòdica d'una cançó de La Trinca
L'any 1985 el grup La Trinca publicava un vinil amb dues cançons, La guerra de l'enciam i L'ou d'en Colom, la primera utilitzava com a base melòdica justament la composició de Cristóbal Oudrid, El sitio de Zaragoza.